# مستودع المعرفة المفتوح
مستودع المعرفة المفتوحة هو المستودع الرسمي للوصول المفتوح الخاص بـ البنك الدولي ويحتوي على محتوى بحثي حول التنمية. تم إطلاقه في عام 2012، بالتزامن مع سياسة الوصول المفتوح للبنك الدولي واعتماده لرخصة رخصة المشاع الإبداعي النسبية (CC BY) لجميع منتجاته البحثية والمعرفية المنشورة، مما جعل البنك الدولي أول منظمة دولية تتبنى سياسة الوصول المفتوح بالكامل. يقوم المستودع بجمع الإنتاج الفكري للبنك الدولي في شكل رقمي، وتوزيعه، وحفظه على المدى الطويل.

## المحتوى
يضم مستودع المعرفة المفتوحة كتباً وتقارير ودوريات وأوراقاً تقنية وأوراق عمل ودراسات عملية. ومن بين محتوياته تقارير البنك الدولي السنوية (التقارير السنوية) ودراسات التقييم المستقل (دراسات التقييم المستقلة)، والكتب التي ينشرها مجموعة البنك الدولي، وتقارير التنمية العالمية (تقارير التنمية العالمية)، والمقالات المنشورة في مجلتي المراجعة الاقتصادية للبنك الدولي ومراقب أبحاث البنك الدولي . كما يستقبل المستودع مقالات لباحثي البنك الدولي تُنشر من قبل ناشرين خارجيين كجزء من سياسة الوصول المفتوح للبنك الدولي، التي تسمح بفرض فترة حظر على هذه المقالات ولكنها تثني الناشرين عن اتباع هذه الممارسة.
يتم تحديث مستودع المعرفة المفتوحة بشكل منتظم. عند إطلاقه في أبريل 2012، كان يحتوي على أكثر من 2000 وثيقة. وبحلول أغسطس 2013، ضم المستودع أكثر من 12,000 منشور، معظمها باللغة الإنجليزية. وحتى أكتوبر 2021، يحتوي المستودع على أكثر من 32,000 منشور.

## الهدف
يهدف مستودع المعرفة المفتوحة إلى دعم الابتكار والسماح لأي شخص بتحويل الإنتاج الفكري للبنك الدولي "إلى حلول لمشكلات التنمية التي من شأنها تحسين حياة الفقراء حول العالم". وصفه خوسيه دي بويربا، مسؤول النشر الأول في مجموعة البنك الدولي، بأنه يسعى "ليكون المستودع الأكثر اكتمالاً للأبحاث والمعرفة المتعلقة بالتنمية الدولية على مستوى العالم". تم تصميم المستودع ليخدم مجموعة واسعة من المستخدمين، بما في ذلك الحكومات، ومنظمات المجتمع المدني، والطلاب، والجمهور العام.

## الاستخدام
خلال أول شهرين من إنشائه، حقق مستودع المعرفة المفتوحة 325,000 مشاهدة للصفحات و50,000 عملية تنزيل. بين إطلاقه في عام 2012 وأغسطس 2013، تم إجراء أكثر من 1.8 مليون عملية تنزيل من المستودع، وكان 45% منها من البلدان النامية. في ذلك الوقت، كانت الصين، والهند، وفيتنام من بين أكبر خمس دول من حيث عدد التنزيلات، بينما جاءت 12 دولة من أصل 20 دولة الأكثر تنزيلاً من البلدان النامية. بحلول أبريل 2015، تجاوز إجمالي التنزيلات 6.3 مليون عملية، حيث كان أكثر من 50% منها من دول العالم النامي. وحتى أكتوبر 2021، تم تنزيل أكثر من 70 مليون ملف من المستودع.
من خلال استخدامه لـمقاييس بديلة (Altmetrics), حدد مستودع المعرفة المفتوحة أنه، حتى أبريل 2015، تم استخدام محتواه أكثر من 42,000 مرة في وثائق السياسات، ومن قبل وسائل الإعلام، وفي المدونات وعلى وسائل التواصل الاجتماعي، وكذلك على ويكيبيديا.

## التفاصيل التقنية
تم بناء مستودع المعرفة المفتوحة على منصة مفتوحة المصدر تُدعى DSpace. وهو يتوافق مع معايير مبادرة ميتاداتا دبلن كور (DCMI)، كما يتم عرض البيانات الوصفية الخاصة به من خلال بروتوكول مبادرة الأرشيفات المفتوحة لحصاد البيانات الوصفية (OAI-PMH). ووفقاً لكلام ديان بيترز، فإن التزام المستودع بمعايير DCMI وOAI-PMH يدل على أنه "تم بناؤه مع التركيز على تعظيم قابلية التشغيل البيني، وقابلية الاكتشاف، وقابلية إعادة الاستخدام".
من بين ميزاته وجود إحصاءات استخدام متاحة للعامة، وحقول مخصصة للبيانات الوصفية عبر OAI، وملفات تعريف المؤلفين، ومعلومات الاستشهاد لكل عمل، وروابط للاستشهادات في جوجل سكولار وسكوبس. كما أن المستودع يتمتع بقابلية التشغيل البيني الكاملة مع مستودعات رئيسية أخرى مثل Economists Online وأوراق بحثية في الاقتصاد (RePEc) وشبكة البحوث في العلوم الاجتماعية (SSRN).
تتوفر معظم المحتويات في مستودع المعرفة المفتوحة بموجب شروط رخصة رخصة المشاع الإبداعي النسبية (CC BY). وتتوفر واجهة المستخدم الخاصة بالمستودع باللغات الإنجليزية والفرنسية والإسبانية. كانت اللغة الإنجليزية هي اللغة الوحيدة المتاحة في البداية، لكن تمت إضافة اللغتين الفرنسية والإسبانية في عام 2016. وفي يناير 2014، أُعيد إطلاق موقع المستودع بتصميم متجاوب جديد، مما أتاح وصولاً أفضل عبر الأجهزة المحمولة. كما حسّن الإطلاق الجديد من قدرات البحث في الموقع، واقتراحات العناوين ذات الصلة، وملفات تعريف المؤلفين.

## الجوائز والتقدير
حظي مستودع المعرفة المفتوحة بالتكريم كـ"مبتكر" من قبل تحالف النشر العلمي والموارد الأكاديمية (SPARC) في يونيو 2012، وتم اختياره كواحد من أفضل مواقع المراجع المجانية لعام 2013 من قبل جمعية المكتبات الأمريكية. ووصفت المشاع الإبداعي مستودع المعرفة المفتوحة بأنه "one of the most important hubs for economic scholarship in the world".
1. 1 2 3 4 5 6  "حول مستودع المعرفة المفتوحة للبنك الدولي". مجموعة البنك الدولي. مؤرشف من الأصل في 2023-03-05. اطلع عليه بتاريخ 2021-10-26.
2. 1 2 3 4 5 6 7 8 9  "The World Bank Open Knowledge Repository" (PDF). Confederation of Open Access Repositories. أغسطس 2013. مؤرشف من الأصل (PDF) في 2024-06-16. اطلع عليه بتاريخ 2021-10-26.
3. 1 2 3 4 5 6  "An Overview of the Open Knowledge Repository". Agricultural Information Management Standards Portal. منظمة الأغذية والزراعة. 27 أبريل 2015. مؤرشف من الأصل في 2024-12-24. اطلع عليه بتاريخ 2021-10-26.
4. 1 2 3 4  Peters، Diane (10 أبريل 2012). "World Bank stakes leadership position by announcing Open Access Policy and launching Open Knowledge Repository under Creative Commons". المشاع الإبداعي. مؤرشف من الأصل في 2024-12-24. اطلع عليه بتاريخ 2021-10-26.
5. 1 2  "World Bank Open Knowledge Repository". MacOdrum Library. 23 سبتمبر 2021. مؤرشف من الأصل في 2024-02-19. اطلع عليه بتاريخ 2021-10-26.
6. 1 2 3  "مستودع المعرفة المفتوحة (البنك الدولي)". مكتبات جامعة روتجرز. مؤرشف من الأصل في 2025-02-01. اطلع عليه بتاريخ 2021-10-26.
7. 1 2  "الأسئلة الشائعة: مستودع المعرفة المفتوحة للبنك الدولي". مجموعة البنك الدولي. مؤرشف من الأصل في 2023-02-08. اطلع عليه بتاريخ 2021-10-26.
8. ↑  "المجموعات". مستودع المعرفة المفتوحة. مجموعة البنك الدولي. مؤرشف من الأصل في 2025-02-01. اطلع عليه بتاريخ 2021-10-28.
9. 1 2 3  "مستودع المعرفة المفتوحة للبنك الدولي (OKR)". اتفاقية الأمم المتحدة لمكافحة التصحر. مؤرشف من الأصل في 2022-01-02. اطلع عليه بتاريخ 2021-10-26.
10. 1 2  "البنك الدولي". تحالف النشر الأكاديمي ومصادر البحث العلمي. مؤرشف من الأصل في 2024-10-08. اطلع عليه بتاريخ 2021-10-26.
11. ↑  "إحصائيات الموقع: الدول". مستودع المعرفة المفتوحة. مجموعة البنك الدولي. مؤرشف من الأصل في 2023-02-06. اطلع عليه بتاريخ 2021-10-26.
12. ↑  "مستودع المعرفة المفتوحة للبنك الدولي يقدم تصميمًا متوافقًا مع الأجهزة المحمولة". مجموعة البنك الدولي. 23 يناير 2014. مؤرشف من الأصل في 2024-12-24. اطلع عليه بتاريخ 2021-10-26.
13. ↑  "Carlos Rossel: How the World Bank opened its resources to the world". Team Open. Creative Commons. مؤرشف من الأصل في 2024-12-12. اطلع عليه بتاريخ 2021-10-26.

## روابط خارجية
- الموقع الرسمي